# نیکولوز ایزوریا
نیکولوز ایزوریا (گرجی: ნიკოლოზ იზორია؛ زادهٔ ۳۱ اوت ۱۹۸۵) بوکسور اهل گرجستان است.